# Cosmic Soldier (videójáték, 1985)
A Cosmic Soldier (コズミックソルジャー) egy szerepjáték MSX játékkonzolra, a Cosmic Soldier sorozat első játéka. 1985-ben adta ki a Kogado Studio. A játékot frissített kezelőfelülettel és grafikával átportolták PC-8801-re is.
A játékos a régebbi Megami Tensei játékokhoz hasonlóan társakat szerezhet azzal, hogy beszélget velük. A harcok körökre vannak osztva.